# San Antonio las Delicias
San Antonio las Delicias es una localidad del estado mexicano de Chiapas. Es parte del municipio de Ocosingo.

## Toponimia
El nombre «San Antonio» hace referencia al santo patrono de la localidad: Antonio de Padua.

## Demografía
| Gráfica de evolución demográfica |
|                                  |

| Censo | Población |
| ----- | --------- |
| 1970  | 451       |
| 1980  | 65        |
| 1990  | 555       |
| 2000  | 1 575     |
| 2010  | 875       |
| 2020  | 1 497     |